# Полгоранка
Полгоранка (словац. Polhoranka) — річка в Словаччині, ліва притока Б'єлої Орави, протікає в окрузі Наместово.
Довжина — 28 км.
Бере початок в масиві Оравські Бескиди на схилі гори Бескидок на висоті 1025 метрів. Серед приток — 
- Бистра[1][2]
- Гласна-Рєка[3]
- Длга-Вода[4]
- Калужовка[5]
- Клинський потік[6]
- Міхаловка
- Сольний потік[7]

Впадає у водосховище Орава на висоті 601 метра.